# Bow Bridge
Il Bow Bridge (IPA: ˈboʊ), ovvero Ponte ad arco, è un ponte in ghisa situato a Central Park, New York negli Stati Uniti, che attraversa un laghetto ed è usato come ponte pedonale.
La ringhiera è decorata con cerchi legati fra di loro, con otto urne per piante in cima a pannelli decorativi in bassorilievo.
Sotto l'arco possono essere visti elementi e volute di arabeschi intricati.
Il ponte è stato progettato da Calvert Vaux e Jacob Wrey Mould ed è stato completato nel 1862.

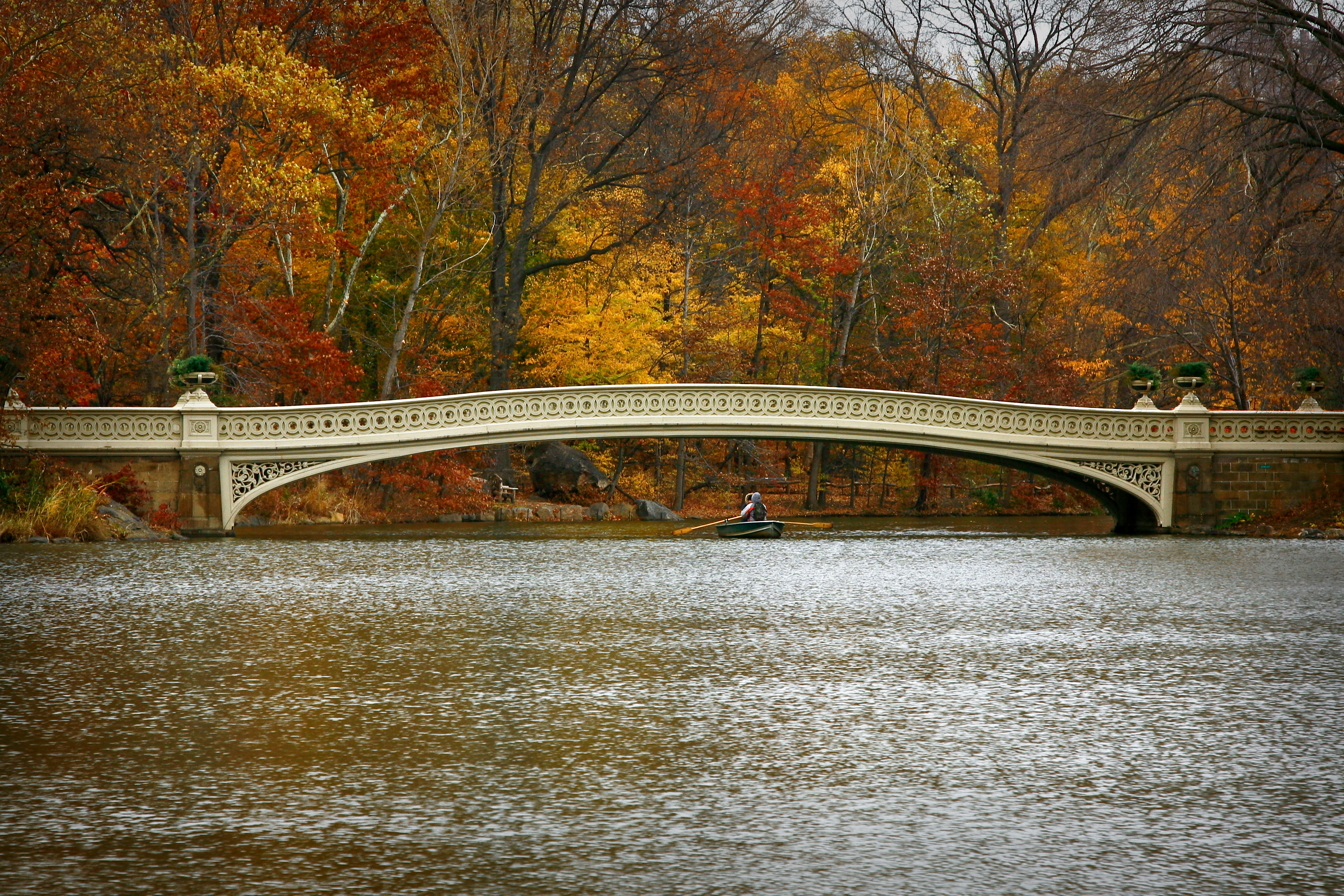
Bow Bridge

Misura 26,5 metri di lunghezza.